# Arbitrarität
Arbitrarität (aus lateinisch arbitrarius, zugehöriges Adjektiv arbiträr, wörtlich ‚willkürlich‘, daher auch Willkürlichkeit) bedeutet die Entstehung oder Beschaffenheit einer Sache aufgrund von Willkür anstelle einer „natürlichen Notwendigkeit“.
In der Sprachwissenschaft und Semiotik bezeichnet der Begriff eine grundlegende Eigenschaft sprachlicher Zeichen: Die Beziehung zwischen dem Bezeichnenden (Signifikant, Lautbild, Zeichengestalt) und dem Bezeichneten (Signifikat) beruht auf menschlicher Konvention und Vereinbarung statt auf einer naturgegebenen Gesetzmäßigkeit.

## Begriffsgeschichte

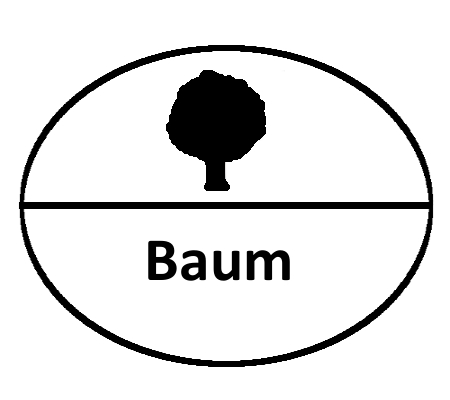
Das Lautbild „b-a-u-m“, frz.: arbre, ist der Vorstellung (concept) ‚Baum‘ zugeordnet

Der Schweizer Sprachwissenschaftler Ferdinand de Saussure prägte den Begriff der Arbitrarität in seinem 1916 posthum veröffentlichten Werk Grundfragen der allgemeinen Sprachwissenschaft (französischer Originaltitel Cours de linguistique générale). Saussure bezieht Arbitrarität auf das Verhältnis von Lautbild (image acoustique) und Vorstellung (concept) eines sprachlichen Zeichens. Er belegt die Willkürlichkeit dieser Zuordnung mit der Tatsache, dass dasselbe Objekt der Realität von Sprache zu Sprache verschieden benannt wird.
Arbitrarität bedeutet nicht, dass ein einzelner Sprecher bei der Konstruktion sprachlicher Ausdrücke grundsätzlich frei wählen kann (abgesehen von der Erzeugung eines Neologismus). Beim Spracherwerb und in der Kommunikation mit anderen Personen erfährt der Sprecher den Zusammenhang zwischen Zeichen und Bedeutung als eine gewohnheitsmäßige Verbindung. Die Zuordnung von Bezeichnungen und Bedeutungen ist somit durch die Konventionen einer Sprachgemeinschaft geregelt. Arbitrarität bedeutet vielmehr, dass es keinen objektiven Grund gibt, warum konventionell einem Objekt oder Konzept ein ganz bestimmtes Lautbild zugeordnet ist.
Arbitrarität bedeutet auch nicht, dass die Gestalt des Signifikanten grundsätzlich nicht durch das Signifikat motiviert sei. Lautmalerische Wörter (Onomatopöien), die einen Naturlaut nachahmen („Kuckuck“, „Kikeriki“) oder grammatische Phänomene – wie in einigen Sprachen die Pluralbildung durch Reduplikation – zeigen vielmehr, dass auch sprachliche Zeichen hauptsächlich (Ikonizität) oder teilweise durch eine Ähnlichkeitsbeziehung zum Bezeichneten motiviert sein können. Man spricht im letzteren Fall von „relativer Motiviertheit“ des Zeichens bei gleichzeitig prinzipiell bestehender Arbitrarität.
Der geschichtliche Hintergrund für den Begriff in der modernen Sprachwissenschaft liegt in der sprachphilosophischen Auseinandersetzung zwischen Konventionalisten und Naturalisten, wie ihn in ausführlicher Form Platon in seinem Dialog Kratylos dargestellt hat. Außerhalb des europäischen Kontextes finden sich ähnliche Ideen auch in den „Inneren Kapiteln“ des daoistischen, chinesischen Klassikers Zhuangzi.
Während der Konventionalismus die Entstehung der Sprache auf menschliche Setzung und Übereinkunft zurückführt, vertritt der Naturalismus die Auffassung, dass die Wörter der Sprache aufgrund einer natürlichen Affinität zwischen ihrer Lautgestalt und ihrer Bedeutung das Wesen der bezeichneten Sache darstellten. Eine solche Affinität wird nicht nur bei offensichtlichen Onomatopöien gesehen, sondern es gibt nach platonischer Vorstellung vielmehr eine ursprüngliche natürliche Beziehung zwischen den einzelnen Lauten und den dadurch bezeichneten sachlichen Eigenschaften, Vorgängen und Handlungen (z. B. zwischen dem Vibrationslaut „r“ und der Eigenschaft „Bewegung“). Diese natürliche Beziehung zwischen sinnvollen Wortbildungsmustern und Bedeutungsübertragungen trägt sich in der Sprachentwicklung fort und ermöglicht es, bei der Untersuchung eines Wortes von dessen Lautgestalt und Herkunft auf das Wesen der bezeichneten Sache schließen zu können. Der Ansatz hat sich besonders in der antiken und mittelalterlichen Etymologie als außerordentlich fruchtbar erwiesen: Wenn zum Beispiel das lateinische Wort vulpes (Fuchs) damit erklärt werde, dass der Name dieses Tieres aus veloces pedes entstanden sei und also auf die „schnellen Füße“ des Fuchses hinweise.